# 바나나칩
바나나칩(banana chip)은 마른 바나나를 얇게 잘라 만든 과자이다.
별도의 처리 없이 건조만 시킨 것과 유탕처리한 것으로 나뉘며, 시중에 흔히 볼 수 있는 바나나칩은 유탕처리 제품이다. 유탕처리 후 설탕과 시럽을 첨가한다. 단순히 식품건조기로는 시중에서 흔히 볼 수 있는 바나나칩을 만들 수 없다.
유탕처리하거나 꿀을 넣어 달콤한 맛을 낸 제품이 있으며 짜고 매운 맛을 낸 제품도 있다.
바나나칩은 조리하여 내놓는 바나나 형태의 치플레와 비슷하다.

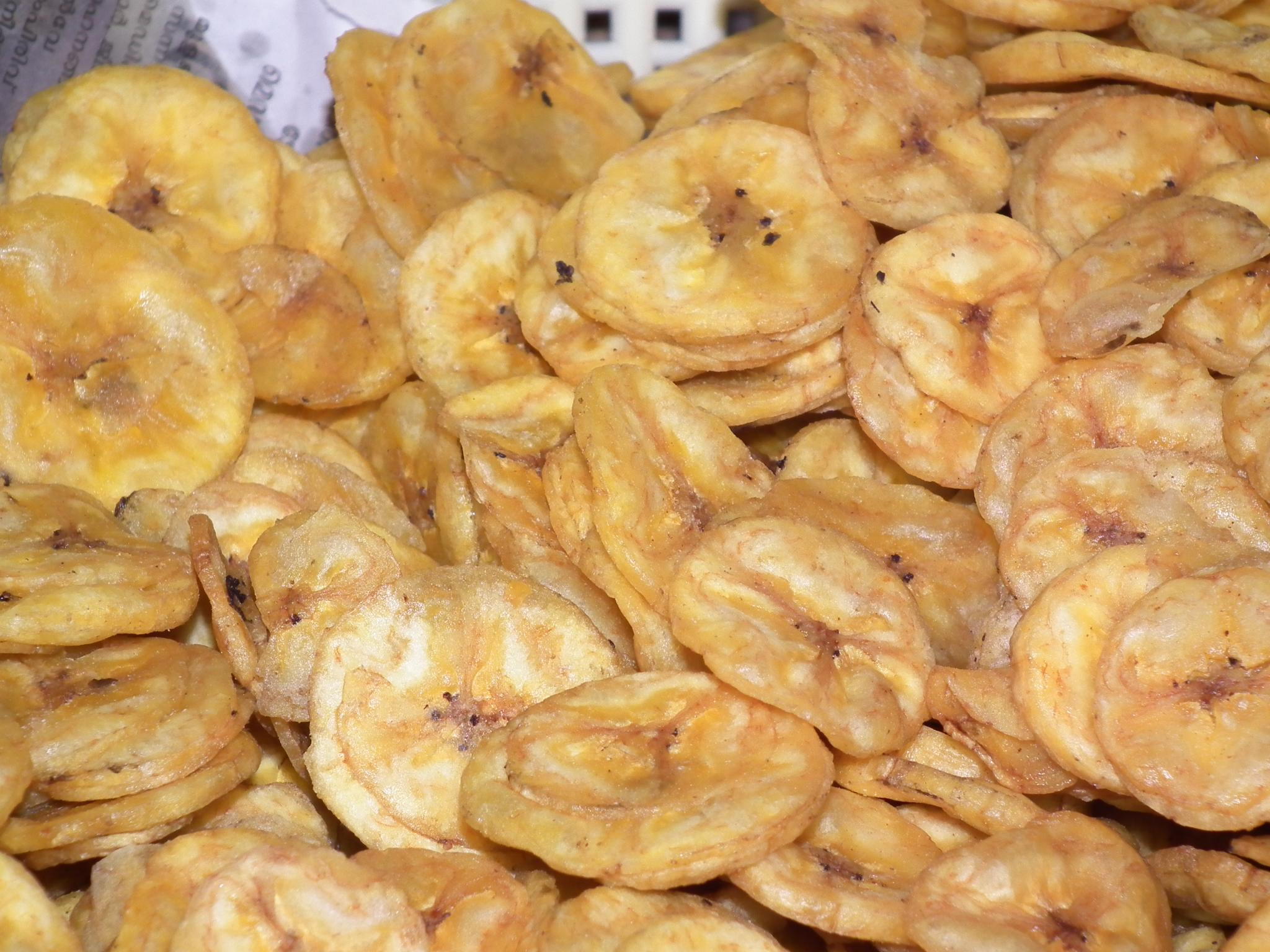
바나나칩
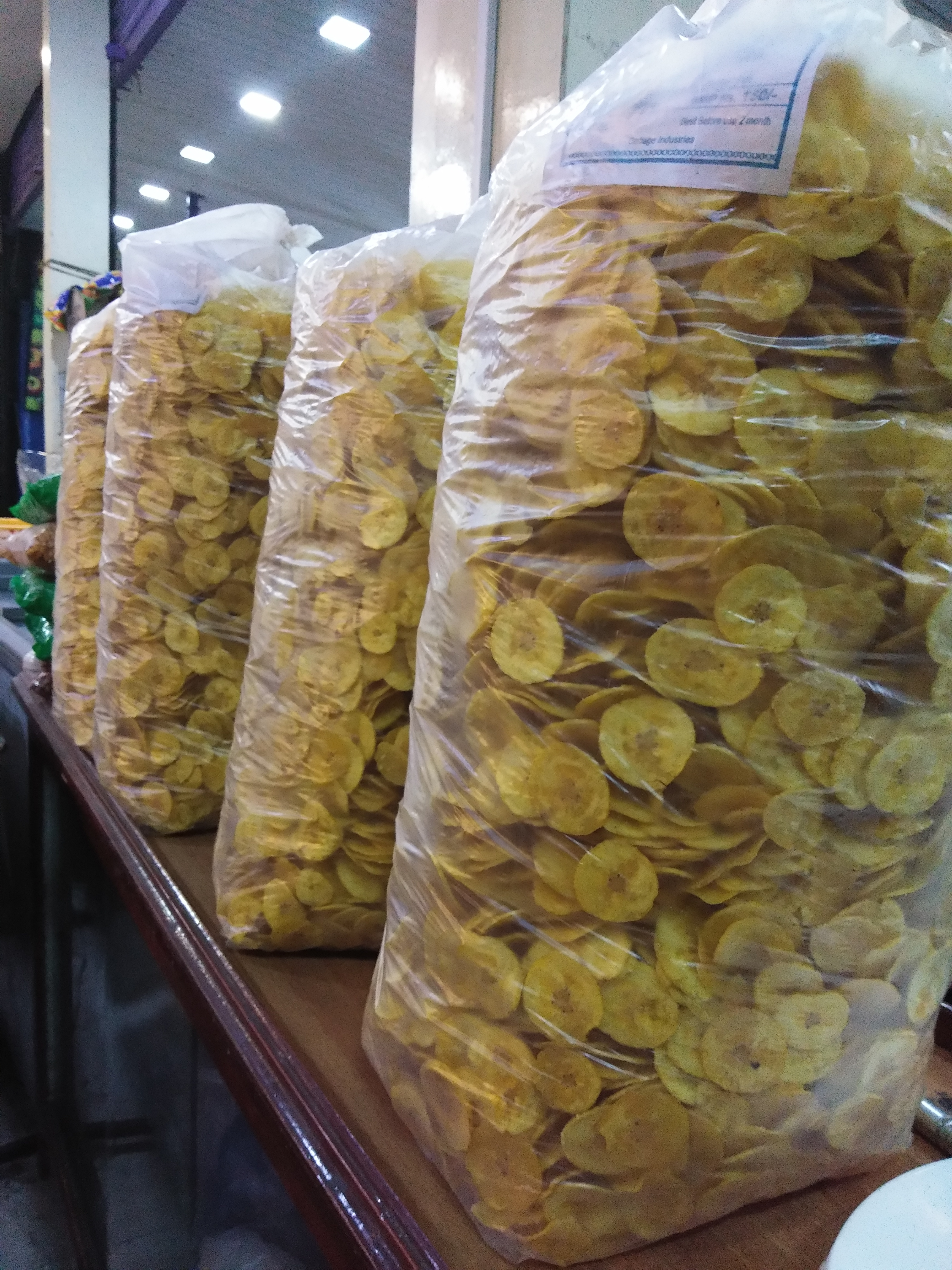
건조시킨 바나나칩
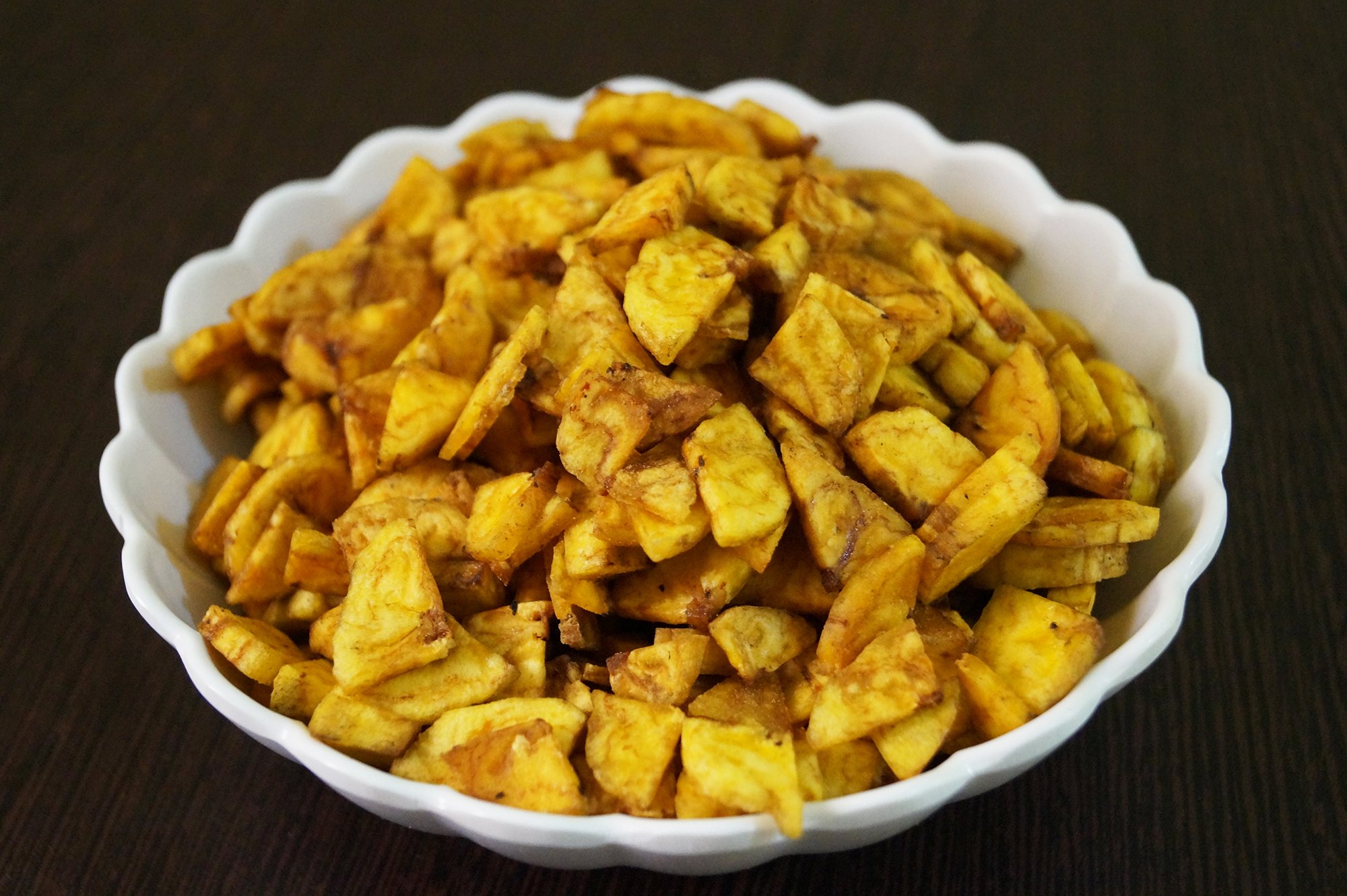
집에서 만든 바나나칩

## 같이 보기
- 바나나
- 파타콘